# Dennis Ruyer
Dennis Ruyer (Amsterdam, 23 juli 1972) is een Nederlandse radio-dj, eveneens bekend onder het pseudoniem Denman. Zijn stem is ook bekend van vele reclames.

## Loopbaan
Via illegale radiostations belandde Ruyer in 1998 bij het voormalige Veronica FM. Na daar twee jaar gewerkt te hebben stapte hij samen met Jeroen van Inkel over naar Radio 538. Hij nam hier de presentatie van het programma Greatest Hits voor zijn rekening en werkte als sidekick bij het programma Rinkeldekinkel van Van Inkel. Toen Van Inkel na een paar jaar weg wilde bij Radio 538 om over te stappen naar Radio Veronica, kwam het programma geheel voor rekening van Ruyer. Hij stopte dan ook met de presentatie van Greatest Hits om alle energie in het middagprogramma Je vrienden in de Middag te kunnen steken. Jelte van der Goot werd als sidekick aan Ruyers programma toegevoegd, terwijl Radio 538 naarstig op zoek was naar een andere invulling voor de belangrijke tijdruimte van 16.00 tot 19.00 uur.
In juni 2004 kwam Ruud de Wild weer terug naar Radio 538 om Ruuddewild.nl in die periode te presenteren. Hiermee eindigde Ruyers middagprogramma en keerde hij terug naar Greatest Hits. Na een rustperiode was Ruyer in juni 2005 definitief terug op de radio, om tussen 19.00 en 21.00 uur een dagelijks programma te presenteren, op het voormalige tijdstip van Niels Hoogland. Sinds oktober 2006 presenteert hij ook Dance Department, dat hij heeft overgenomen van Wessel van Diepen en is Dance Department een (internationaal) zeer succesvolle podcast in het dance-genre. In 2008 werd deze podcast uitgeroepen tot 'beste ter wereld' tijdens de International Dance Music Awards in Miami.
Vanaf 1 augustus 2007 nam Dennis de plek van Jeroen Nieuwenhuize op maandag t/m donderdag 14.00-16.00 uur over met het naar hem vernoemde radioprogramma Dennis Ruyer. Zijn avondprogramma dat hij tussen 19.00 en 21.00 uur presenteerde, werd overgenomen door Barry Paf.
Na de afwezigheid van Lindo Duvall eind 2009 presenteerde Dennis de middagshow ruim een half jaar lang samen met Jelte van der Goot. Sinds juni 2010 was Dennis weer te horen op 14.00-16.00 uur. Frank Dane nam tijdelijk de middagshow over.
Bij de bekendmaking van de nieuwe Radio 538 programmering op 27 september 2010 werd bekend dat Barry en Dennis weer het vertrouwde duo in de avond gingen vormen. Barry schoof door naar 21.00 uur en Dennis nam zijn uren tussen 19.00-21.00 uur over. Jeroen Nieuwenhuize ging een programma maken op de oude tijd van Dennis.
Verder presenteerde Dennis incidenteel de Media Markt Top 40.
Naast zijn radiowerkzaamheden is Ruyer ook in clubs te vinden als dj. Samen met zijn Dance Department-partner Prins Jan is hij ook actief als muziekproducer.
Ruyer presenteerde vanaf 3 september 2012 op de werkdagen van 10.00 tot 12.00 uur met Greatest Hits en nam Jens Timmermans over. Frank Dane nam het tijdstip over van Dennis Ruyer. De reden was dat er een nieuwe programmering kwam in september op Radio 538. Sinds de nieuwe programmering heeft Dennis het Hitnewz blok in Top 40 overgenomen van Mark Labrand.
Op 20 november 2013 werd bekendgemaakt dat er nieuwe programmering kwam op Radio 538 vanwege een verjonging. Dennis Ruyer werd vanaf 6 januari 2014 verplaatst naar het weekend van 12.00 tot 15.00 uur, waar hij zijn eigen programma zou gaan presenteren. Op zijn oude tijdslot zou Tim Klijn de Greatest Hits doen.
Op 18 december 2016 was zijn laatste WKND-KR8, het programma dat hij maakte in het weekend. Sinds 2017 werkt hij bij Radio Veronica. Daar presenteerde hij aanvankelijk de middagshow, maar werd enige maanden later verplaatst naar 10.00 tot 13.00 uur. De middagshow werd overgenomen door ochtend-dj Niek van der Bruggen, die door de komst van Giel Beelen naar de middag verhuisde. Ook is Ruyer nog steeds zaterdagavond te horen met Dance Department op 538. Op 26 oktober 2020 maakte Celine Huijsmans in Veronica Inside bekend dat Ruyer terugkeert naar de middag. Per 2 november 2020 waren Ruyer en Huijsmans samen te horen als nieuw duo tussen 16.00 en 19.00 uur op Veronica. Vanaf 8 februari 2021 keerde Ruyer weer terug naar de ochtend tussen 10.00 en 13.00 uur. Daar presenteert hij Goud van Oud en presenteerde de Veronica Hotline. Op 28 juni 2021 wijzigde de programmering en vanaf dat moment is Ruyer tussen 10.00 en 12.00 uur te horen (een uur korter omdat de Veronica Hotline uit de programmering verdween). Tegelijkertijd veranderde de naam van zijn programma in Ruyer's Goud van Oud. Per 10 januari 2022 is de programmering van Radio Veronica opnieuw gewijzigd. Ruyer kreeg hierbij een uur uitbreiding en is te horen tussen 09.00 en 12.00 uur.
Sinds oktober 2022 is Ruyer weer terug bij Radio 538. Hij verliet hierbij na 5 jaar Radio Veronica. Hij presenteert de lunchshow op vrijdag van 12:00-14:00, een weekendshow op zaterdag van 13:00-16:00 en de 538 Top 50 van 14:00-18:00 op zondag. In de zomer van 2023 werden zijn uitzendtijden gewijzigd en werd de presentatie van de 538 Top 50 overgedragen aan Mark Labrand.
Op 13 september 2023 werd bekend dat Ruyer per januari 2024 te horen zou zijn op JOE, waar hij de uren tussen 10:00 en 13:00 uur op maandag tot en met vrijdag zou gaan presenteren. Nog voor zijn eerste uitzending voor JOE werd bekend dat Ruyer had afgezien van de overstap en te horen zou blijven op Radio 538.Hij wilde daar blijven omdat de playlist van JOE hem niet aansprak en omdat Edwin Evers terugkeerde bij de zender.

## Persoonlijk
Ruyer werd in mei 2021 opgenomen in het ziekenhuis nadat hij onwel was geworden door een coronair spasme.